# Adidas Superstar

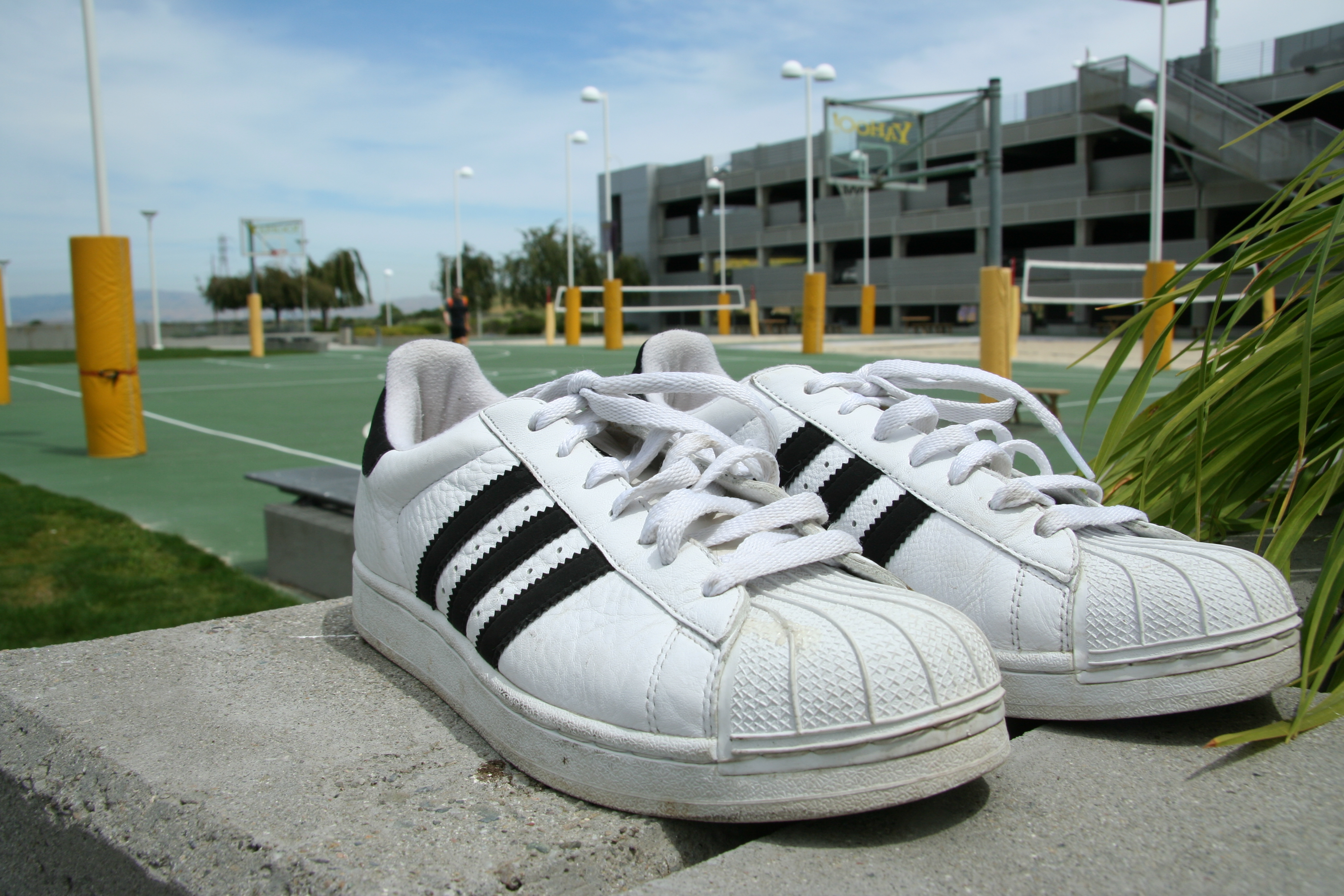
Un paio di Adidas Superstar bianche

Le Adidas Superstar sono un modello di scarpe da ginnastica prodotte dall'Adidas a partire dagli anni settanta. Il loro aspetto si basa su quello delle Adidas Supergrip, che si trovavano sul mercato già a partire dagli anni sessanta.
Un elemento caratteristico di queste scarpe sono le loro punte di gomma, che sono state soprannominate shell toes negli Stati Uniti. Il termine è stato localizzato dall'Adidas come "punte a conchiglia" nel contesto italiano. Esiste una versione delle Superstar senza la punta di gomma, prodotta appositamente per i giocatori della NBA, i quali si erano lamentati del fatto che essa causasse dolori alle dita dei piedi. Al giorno d'oggi, questo modello è rinomato per la sua rarità ed è molto ricercato tra i collezionisti. Nonostante le celebri punte a conchiglia vengano di fatto associate alle Superstar, esse sono state, in realtà, introdotte al pubblico già nel 1965, con le Pro Model.

## Storia

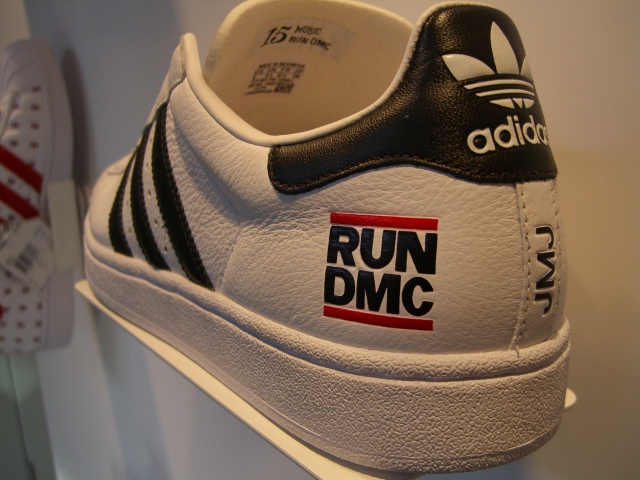
Il modello speciale "RUN DMC" con le iniziali di Jam Master Jay sul tallone

La scarpa fu prodotta e distribuita in esclusiva a un numero limitato di cestisti nel 1969, mentre la presentazione ufficiale al pubblico è avvenuta solo nel 1970. La popolarità delle Superstar, diffusa soprattutto dagli artisti hip hop, è stata mantenuta fino al giorno d'oggi. Il gruppo statunitense Run DMC, nel 1986, ha dedicato ad esse un singolo intitolato My Adidas. Dietro a questa canzone si cela la prima collaborazione tra l'Adidas e un gruppo musicale, siglata in un contratto di un milione di dollari.
Nel 2005, in occasione del 35º anniversario dalla comparsa sul mercato delle Superstar, l'Adidas ha lanciato una collezione speciale dedicata a diversi temi. Uno di questi, per esempio, è il tema "Berlin", che presenta i colori della città di Berlino (bianco, nero, rosso) accompagnati da un pattern ripetuto basato sullo stemma della capitale tedesca, ossia un orso con una corona in testa. Al gruppo hip hop Run DMC e al membro Jam Master Jay, morto nel 2002, è stato dedicato un modello apposito, così come ad altri nomi noti della cultura popolare (come, per esempio, l'artista Missy Elliott e il gruppo rock Red Hot Chili Peppers).
Le Superstar sono state prodotte con diverse combinazioni di colori e anche con diversi materiali. Alcune combinazioni sono estremamente rare, e i collezionisti sono disposti a pagare somme ingenti di denaro alle aste online pur di ottenerle.
Nello stesso periodo è stata sviluppata l'Adidas Stan Smith, che presenta suola e tacco simili a quelli delle Superstar.

## Modelli
Adidas Superstar Vintage Edition
L'Adidas Superstar Vintage Edition è la versione originale delle Superstar che è stata introdotta sul mercato nel 1969. Il tallone non presenta il logo Adidas a tre foglie; la suola, nella zona frontale, è rivolta leggermente verso l'alto, e la punta a conchiglia è caratterizzata da un aspetto meno "ruvido". Il contorno della scarpa è, in generale, molto più piatto.
Adidas Superstar 1
L'Adidas Superstar 1 è il celebre modello classico, reso popolare dagli artisti hip hop durante gli anni ottanta. Rispetto al modello vintage, la Superstar 1 ha un contorno meno piatto; la punta è più ruvida, mentre il tallone, dotato del logo a tre foglie, è più alto. La linguetta non è imbottita.
Adidas Superstar 2
L'Adidas Superstar 2 è simile, in tutto e per tutto, al modello precedente. L'unica differenza è da ritrovarsi nella linguetta che, al contrario di quella delle Superstar 1, è molto più spessa ed imbottita. Le Superstar 2, inoltre, si possono acquistare in combinazioni di colori più variegate.
Adidas Superstar 80s
L'Adidas Superstar 80s è basata sia sul modello vintage che sulla Superstar 1. Il tallone è rialzato, ma la punta a conchiglia rimane più liscia come nella Vintage Edition. La linguetta non è imbottita e le tre strisce sono fatte in feltro.